# Hr.Ms. K XV (1933)
De Hr.Ms. K XV (N 24) was een Nederlandse onderzeeboot van de K XIV-klasse. De K XV werd gebouwd door de Rotterdamse scheepswerf RDM. Net als alle andere K onderzeeboten werd de K XV door het Nederlandse ministerie van Koloniën als patrouilleboot voor Nederlands-Indië aangeschaft. Op 7 februari 1934 vertrok de K XV samen met de K XIV vanuit Den Helder naar Nederlands-Indië waar de boten op 12 april 1934 arriveerden in Soerabaja. Tijdens de tocht deden de onderzeeboten de volgende havens aan: Lissabon, Cádiz, Palermo, Port Said, Suez, Aden en Colombo. Tijdens de vlootschouw op 6 september 1938 ter ere van het veertigjarige regeringsjubileum van Koningin Wilhelmina was de K XV een van de zes onderzeeboten die deelnamen aan deze vlootschouw.

## De K XV tijdens WO II
Begin 1941 werd de K XV ingedeeld bij de 3e divisie van het onderzeebootflottielje in Nederlands-Indië. Naast de K XV waren de K XIV, de K XVI en de K XVIII onderdeel van de divisie.

### Verdediging van Nederlands-Indië
In november 1941 werden de 3e onderzeebootdivisie overgeplaatst van Soerabaja naar het eiland Tarakan in de buurt van Borneo, dit omdat men een Japanse invasie in deze regio verwachtte. Op 8 december, na het uitbreken van de oorlog met Japan, moest de 3e divisie de Straat Makassar tussen Kalimantan en Celebes afschermen. Vanaf 12 december werden de patrouilles verplaatst naar de Zuid-Chinese Zee. Gedurende de maand december werd de K XV naar verschillende locaties gestuurd waar mogelijk een invasievloot was maar de K XV spotte geen schepen.
Vanaf januari 1942 maakte de K XV deel uit van het 5e divisie. Na in onderhoud te zijn geweest patrouilleerde de boot in de Javazee en de Indische Oceaan tot maart 1942. Tijdens deze patrouilles werden twee Japanse schepen aangevallen, een aanval miste doel en bij de tweede aanval werd het schip alleen beschadigd. Het beschadigde schip, de Japanse tanker Tsurumi, werd later dat jaar tot zinken gebracht door een Amerikaanse onderzeeboot.

### Groot onderhoud
In maart 1942 week de K XV uit naar Colombo en stond de boot onder Brits commando. Vanuit Colombo worden enkele patrouilles gemaakt langs de westkust van Sumatra. Op 1 augustus 1942 vertrok de K XV voor groot regulier onderhoud naar Philadelphia. Het schip nam de route via Zuid-Afrika en dit bracht het schip langs de volgende havens: Diego Suarez, Oost-Londen, Simonstad, Freetown en Bermuda.
Twee maanden later, op 1 november, arriveerde de K XV in Philadelphia. In Philadelphia werd het periodiek vierjarig onderhoud uitgevoerd. Ook werd de K XV uitgerust met sonar, werden de twee 40 mm machinegeweren vervangen door één 20 mm machinegeweer en werden de twee externe torpedobuizen verwijderd. Gedurende het laden van torpedo's, op 12 juni 1943, brak een kabel, waardoor de eerste officier van de K XV vermorzeld werd door een torpedo. Na enkele testen vertrok het schip, voor verder onderhoud, op 16 juni 1943 naar het Schotse Dundee.
Op 2 juli 1943 arriveerde de K XV in Dundee. Hier werd het schip uitgerust met nieuwe apparatuur waaronder een radarinstallatie. Na de aanpassing in Dundee vertrok het schip weer naar Colombo.

### Weer actief in de Azië
Op 25 december 1943 kwam de K XV in Colombo aan waar de boot aanmeerde naast het onderzeebootmoederschip de Plancius. De K XV moest vanwege een lekkende schroefas voor onderhoud in het droogdok. Op 1 februari 1944 vertrok de K XV richting Fremantle en voerde de boot een patrouille uit voor de westkust van Sumatra. Op 28 februari kwam de boot in Fremantle aan, waar hij onder Amerikaans operationeel commando stond. Gedurende periode in Australië voerde de K XV vanuit Darwin tien NEFIS-operaties uit. Tijdens deze operaties werden twee kleinere schepen, van 10 en 50 ton, met het kanon tot zinken gebracht.

## De K XV na de Tweede Wereldoorlog
Na de overgave van Japan keerde de K XV terug naar Nederlands-Indië en werd het schip gestationeerd in Tandjong Priok. Vanuit Tandjong Priok voerde het schip patrouilles uit in de Straat Soenda. Tijdens deze patrouilles werden schepen aangehouden en doorzocht. Op 23 april 1946 werd de boot uit dienst gesteld om in 1950 verkocht te worden voor recycling.